# تپه دیورکن
تپه دیورکن (سر خلج) (ک - ۱۰۰) مربوط به دوران‌های تاریخی پس از اسلام است و در شهرستان کنگاور، ۲۵۰ متری شرق جاده میرزا ولی واقع شده و این اثر در تاریخ ۲۴ فروردین ۱۳۸۲ با شمارهٔ ثبت ۸۱۲۳ به‌عنوان یکی از آثار ملی ایران به ثبت رسیده است.